# David J. Ferguson
David J. Ferguson ( n. 1963 ) es un botánico estadounidense, que se desempeña académicamente en el Jardín Botánico de Río Grande. Recibió educación en lA Universidad Estatal de Colorado. Se especializó en entomología, aunque su carrera estuvo en la botánica. Trabajó en filogenia, taxonomía de Acridoideae, Oedipodinae, y en muchos grupos de Lepidoptera.
- La abreviatura «D.J.Ferguson» se emplea para indicar a David J. Ferguson como autoridad en la descripción y clasificación científica de los vegetales.[1]